# Studiu de fezabilitate
Studiul de fezabilitate este evaluarea care ajută la decizia de a implementa sau nu un proiect, oferind o bază pentru a evalua dacă și cum poate fi realizat un proiect. Acesta poate influența direcția și dimensiunea proiectului. Studiul este realizat în etapele incipiente ale fazei de inițiere și continuă până în faza de ofertă. Dacă studiul nu este complet înainte de implementare, pot apărea obstacole semnificative.
Scopul studiului de fezabilitate este de a oferi o bază pentru decizia privind viabilitatea unui proiect și de a avertiza asupra proiectelor cu șanse mari de eșec.
În general, clientul realizează un studiu de fezabilitate preliminar în faza de inițiere, iar un studiu detaliat este realizat de contractor în faza de ofertă, pentru a sprijini întregul proces de planificare a proiectului. Succesul unui proiect depinde de interesele celor implicați. Dacă grupurile de interese se opun, proiectul poate fi blocat și poate eșua.

## Examinarea fezabilității unui proiect
Examinarea fezabilității reprezintă partea principală a studiului de fezabilitate și include:
- Implementarea organizațională
- Fezabilitatea economică (ex: costuri, finanțare)
- Fezabilitatea tehnică
- Resurse și disponibilitate (ex: oameni, mașini, materiale, timp)
- Implementarea în timp
- Implementarea legală

### Fezabilitatea tehnică
Se identifică, definesc și rezolvă problemele tehnice ale unui produs. Procesul de construcție ajută la descoperirea și analiza acestora în diferite faze. De obicei, se verifică dacă există proiecte similare pentru a economisi timp și a preveni greșelile.

### Fezabilitatea economică
În afaceri, se verifică dacă proiectul este viabil din punct de vedere financiar, având în vedere rentabilitatea, finanțabilitatea și lichiditatea. Un proiect este considerat economic fezabil dacă beneficiile sale depășesc costurile într-o perioadă stabilită.

## Analiza riscurilor
Riscurile sunt amenințări care pot împiedica atingerea obiectivelor proiectului. Analiza riscurilor este ultima parte a studiului de fezabilitate și se realizează atunci când riscurile sunt evidente din analizele anterioare. Scopul acesteia este identificarea timpurie a riscurilor și oportunităților și evaluarea corectă a acestora. Analiza riscurilor include și identificarea oportunităților care pot ajuta la menținerea unui avantaj competitiv.
Riscurile pot include:
- Riscuri tehnice
- Riscuri de planificare
- Riscuri contractuale
- Riscuri comerciale
- Riscuri legate de personal
- Riscuri politice și de mediu